# PalaRiboni
Il PalaRiboni è stato un palazzetto dello sport di Lodi. Il palasport venne utilizzato dall'Hockey Club Lodi e dall'Amatori Lodi per la disputa delle partite casalinghe dal 1970. Il primo campo da gioco e da allenamento delle squadre lodigiane fu la pista da pattinaggio all'aperto del quartiere Revellino, situata in prossimità della riva sinistra dell'Adda, all'interno di un piccolo centro sportivo che comprendeva anche una piscina. L'impianto, che era stato realizzato agli inizi degli anni cinquanta con il contributo della Banca Popolare di Lodi, fu convertito in arena coperta nel 1968 e assunse la denominazione di Palazzetto dello sport "Piero Riboni", in ricordo dell'ex presidente dell’Hockey Club Lodi; i suoi spalti potevano accogliere approssimativamente 2 000 persone.